# Бурятский язык

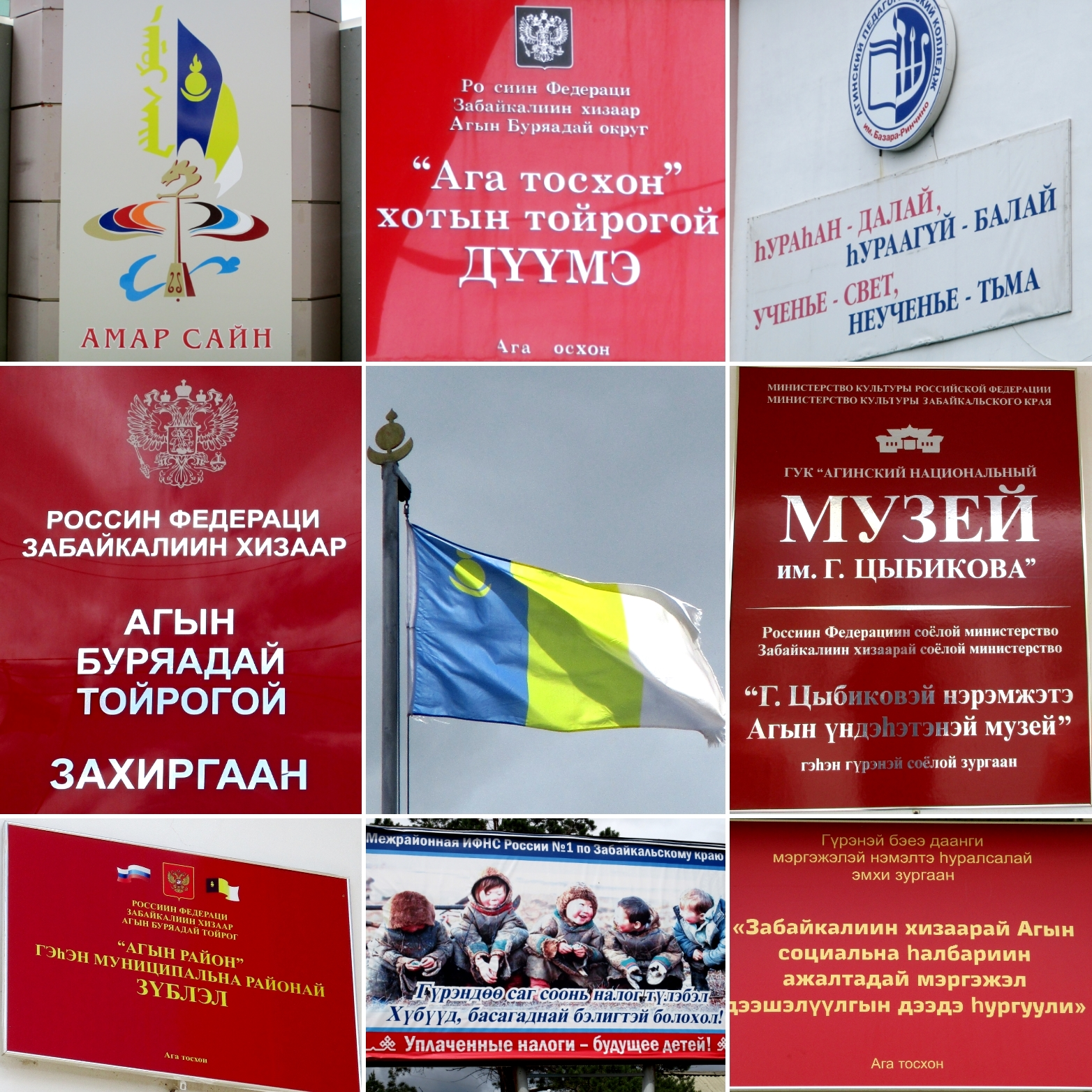
Примеры использования бурятского языка в публичном пространстве Агинского

Буря́тский язы́к (самоназвание — буряад хэлэн, ᠪᠣᠷᠢᠶᠠᠳ ᠬᠡᠯᠡ; МФА: [bʊˈrʲaːt xɤ̞ˈlɤ̞ŋ]) — национальный язык бурят. Государственный язык Республики Бурятия, Усть-Ордынского бурятского округа и Агинского Бурятского округа.

## Вопросы классификации
Относится к центральномонгольской подгруппе северомонгольской группы монгольских языков. Современный литературный бурятский язык сформировался на базе хоринского диалекта.
В стандарте ISO 639 классифицируется как макроязык и имеет языковой код bua; для региональных вариантов языка выделены отдельные коды:
- bxr — бурятский (Россия);
- bxu — бурятский (Китай);
- bxm — бурятский (Монголия).

## Лингвогеография

### Ареал и численность
В России бурятский язык распространён в Бурятии, Забайкальском крае и Иркутской области.
В Северной Монголии буряты населяют таёжную и подтаёжную полосу вдоль российской границы в аймаках Дорнод, Хэнтий, Сэлэнгэ и Хувсгел.
В Северо-Восточном Китае баргуты (которых считают субэтнической группой монголов говорящей на баргутском диалекте бурятского языка) и шэнэхэнские буряты расселены в Хулун-Буирском округе Автономного района Внутренняя Монголия.
Общее число говорящих на бурятском языке по разным данным от 318 000 до 369 000.
В России — 218 557 (2010, перепись), в Китае — около 18 тысяч, в Монголии — 48 тысяч (в том числе бурят 45,1 тыс. и учтённых переписью отдельно от бурят баргутов 3 тыс.).
Согласно Всероссийской переписи населения 2010 года на территории Республики Бурятия бурятским владеет только 13,7 % населения (в 2002 г. было 23,6 %). Также, по данным статистики, в России за последние десятилетия наблюдается существенное снижение доли владеющих родным языком среди самих бурят с 81,4 % до 43,6 %.

### Социолингвистические сведения
Бурятский язык выполняет функции общения во всех сферах обиходно-бытовой речи. На литературном бурятском издается художественная (оригинальная и переводная), общественно-политическая, учебно-научная литература, республиканские («Буряад үнэн») и районные газеты, работают оперный, драматический театры («Бурятский театр драмы имени Х. Н. Намсараева»), радио («Буряад ФМ»), телевидение («Буряад ТВ», «Сэлэнгэ»), создаются интернет-продукты (приложения для смартфонов, планшетов, сайты).
На сегодняшний день в Республике Бурятия, Иркутской области, Забайкальском крае нет учебных заведений, где обучение и воспитание полностью осуществляется на бурятском языке. Во всех образовательных учреждениях, где представлен бурятский язык, образование получают на государственном языке РФ (русском), бурятский язык изучают как предмет. На начало 2020 года в 448 из 472 школ республики были созданы условия для изучения бурятского языка. Помимо школ, на начало 2020 года бурятский язык изучается в 190 из 345 детских садов республики. С 1 сентября 2022 года планируется создание классов, в которых бурятский язык будет изучаться как родной, с полной нагрузкой. Такие классы откроются, помимо классов, в которых бурятский изучается как государственный язык республики. Важное значение для дальнейшего развития бурятского языка имеет принятая в 2019 году Стратегии развития бурятского языка до 2030 года, на основе которой разработан проект Государственной программы развития бурятского языка на 2021—2030 гг.
В Республике Бурятия во всех сферах языковой деятельности функционально сосуществуют бурятский и русский языки, которые с 1990 года являются государственными языками, так как основная масса бурят двуязычна.
Устав Забайкальского края РФ устанавливает, что «на территории Агинского Бурятского округа наряду с государственным языком может использоваться бурятский язык».
Устав Иркутской области РФ устанавливает, что «органы государственной власти Иркутской области создают условия для сохранения и развития языков, культур и иных составляющих национальной самобытности бурятского народа и иных народов, традиционно проживающих на территории Усть-Ордынского Бурятского округа».

### Диалекты бурят и баргутов
Выделяют диалекты:
- хоринский — литературная форма современного бурятского языка, на котором говорит большинство бурятского населения и который содержит много черт, общих с другими бурятскими говорами[15].
- сонголо-сартульский
- североселенгинский
- баргузинский
- эхиритский
- булагатский
- аларский
- унгинский
- боханский
- тункинский
- окинский
- нижнеудинский
- новобаргутский
- старобаргутский (на котором говорят баргуты Китая)[прим. 2].

Диалектные группы и отдельные говоры характеризуются в основном фонетическими различиями, а также некоторыми лексическими и незначительными грамматическими особенностями.
Принцип дифференциации диалектов основана на особенностях грамматического строя и основного словарного фонда. В бурятском языке нет существенных различий, препятствующих взаимопониманию носителей разных диалектов.
Диалекты западных и восточных бурят испытали на себе влияние разных культурных традиций, что отразилось прежде всего на их лексическом составе.
Сонголо-сартульский диалект, будучи более позднего происхождения, образовался в результате смешения и (или) контактирования бурятских, халха-монгольских и южно-монгольских этнических групп. Последние расселялись к юго-востоку от восточных бурят в XVII—XVIII вв. Некоторыми исследователями считается диалектом монгольского языка, а не бурятского.

## Письменность
С конца XVII века для записи бурятского языка в делопроизводстве и религиозной практике использовалось классическое монгольское письмо. Язык конца XVII—XIX века условно именуется «старобурятским литературно-письменным языком». Один из первых крупных литературных памятников — «Путевые заметки» Дамба-Даржа Заягийна (1768).
У западных бурят до Октябрьской революции делопроизводство велось на русском языке и не самими бурятами, а присланными представителями царской администрации, так называемыми «письмоводителями» Старомонгольской письменностью пользовалась только родовая знать, ламы и торговцы, имеющие торговые связи с Тывой, Внешней и Внутренней Монголией.
В 1905 году, на основе старомонгольского письма, Агваном Доржиевым была создана письменность вагиндра, на которой до 1910 года были напечатаны не менее десятка книг. Тем не менее вагиндра не получила широкого распространения. В эти же годы были предприняты первые попытки создания бурятской письменности на основе латинского алфавита. Так, в 1910 году Б. Б. Барадийном была издана брошюра «Buriaad zonoi uran eugeiin deeji» («Отрывки из бурятской народной литературы»), в которой использовался латинский алфавит (без букв f, k, q, v, w).
В СССР в 1926 году началась организованная научная разработка бурятской латинизированной письменности. В 1929 году проект бурятского алфавита был готов. Он содержал следующие буквы: A a, B b, C c, Ç ç, D d, E e, Ә ә, Ɔ ɔ, G g, I i, J j, K k, L l, M m, N n, O o, P p, R r, S s, Ş ş, T t, U u, Y y, Z z, Ƶ ƶ, H h, F f, V v. Этот проект, однако, так не был утверждён. В феврале 1930 года был утверждён новый вариант латинизированного алфавита. Он содержал буквы стандартного латинского алфавита (кроме h, q, x), диграфы ch, sh, zh, а также букву ө. В январе 1931 года официально была принята его изменённая версия, унифицированная с другими алфавитами народов СССР.
Бурятский алфавит 1931—1939 годов:
| A a | B b         | C c | Ç ç | D d | E e | F f | G g |
| H h | I i         | J j | K k | L l | M m | N n | O o |
| Ө ө | P p         | R r | S s | Ş ş | T t | U u | V v |
| X x | [ прим. 5 ] | Y y | Z z | Ƶ ƶ | ь   |     |     |

В 1939 году латинизированный алфавит был заменён кириллицей с добавлением трёх специальных букв (Ү ү, Ө ө, Һ һ).
Современный бурятский алфавит:
| А а | Б б | В в | Г г | Д д | Е е | Ё ё | Ж ж |
| З з | И и | Й й | К к | Л л | М м | Н н | О о |
| Ө ө | П п | Р р | С с | Т т | У у | Ү ү | Ф ф |
| Х х | Һ һ | Ц ц | Ч ч | Ш ш | Щ щ | Ъ ъ | Ы ы |
| Ь ь | Э э | Ю ю | Я я |     |     |     |     |

Буряты трижды меняли литературную базу своего письменного языка с целью приближения к живому разговорному языку. Наконец в 1936 году в качестве основы литературного языка на лингвистической конференции в Улан-Удэ был выбран h-акающий восточно-бурятский диалект, понятный и доступный для большинства носителей языка.

## История языка
История бурятского языка традиционно делится на два периода: дореволюционный и советский, которые характеризуют коренные изменения социальных функций письменного языка, обусловленные сменой общественной формации.

### Влияние других языков
Длительные контакты с русскими и массовое двуязычие бурят оказали влияние на бурятский язык. В фонетике это связано со звуковым обликом русизмов, советизмов, интернационализмов, которые вошли в литературный бурятский язык (особенно в его письменную форму) с сохранением звуковой структуры языка-источника.
Вместе с новыми словами проникли в заимствующий язык звуки [в], [ф], [ц], [ч], [щ], [к], отсутствующие в фонологической системе литературного бурятского языка и вносящие нечто абсолютно новое в звуковую организацию слова, в норму сочетаемости гласных и согласных. В анлауте стали употребляться согласные р, л, п, которые не употреблялись в начале исконных слов (встречались в заимствованиях из китайского и тибетского языков). Согласный п встречался в анлауте изобразительных слов и заимствований, но ранние заимствования с анлаутным п заменялись согласным б типа «пуд/бүүд», «пальто/больтоо».

## Лингвистическая характеристика

### Фонетика и фонология
В современном литературном языке имеется 27 согласных, 13 гласных фонем, четыре дифтонга.
Для фонетики бурятского языка характерен сингармонизм — палатальный и лабиальный (губной). Смягчённые оттенки твёрдых фонем употребляются только в словах мягкого ряда, несмягчённые оттенки твёрдых фонем — в словах с твердорядным вокализмом, то есть наблюдается сингармонизм согласных фонетического характера.
В отдельных говорах имеются фонемы к, ц, ч. Фонемы в, ф, ц, ч, щ, к в литературном языке употребляются только в заимствованных словах. Артикуляция этих согласных освоена в основном двуязычным населением.
Динамическое ударение падает на первый слог слова, музыкальное — на последний. Долгота гласных в оппозиции кратким выполняет смыслоразличительную функцию. Долгие гласные образовались в основном в результате выпадения интервокальных щелевых согласных.

### Морфология
Бурятский язык относится к языкам агглютинативного типа. Однако встречаются и элементы аналитизма, явления фузии, разные типы удвоения слов с изменением их морфологического облика. Аналитически (с помощью послелогов, вспомогательных глаголов и частиц) выражаются некоторые грамматические категории.

#### Имя
В имени представлены категории падежа, числа и принадлежности.
Выделяются 7 падежей: именительный, родительный (генитив), дательно-местный (датив-локатив), винительный (аккузатив), орудийный (инструменталис), совместный (комитатив) и исходный (аблатив).
Единственное число имеет нулевую форму. Примерно третья часть бурятских нарицательных имён существительных употребляется во множественном числе. Существительные имеют следующие форманты множественности: -нар, -над, -ууд, -нууд, -гууд, -д, -тан, -шуул, -шууд с соответствующими алломорфами.
В 1-м лице мн. ч. личных местоимений различаются инклюзив (бидэ, бидэнэр/бидэнэд) и эксклюзив (маанар/маанууд). Эксклюзивная форма местоимения 1-го лица мн. числа употребляется редко.
Категория принадлежности имеет личные и безличные формы, которые наращиваются к падежной форме. Личное притяжание выражает принадлежность предмета обладателю, различаемому по лицам и числам.
- Единственное число
  - 1 л. -м, -мни, -ни: ахам, ахамни (брат мой), гарни (рука моя)
  - 2 л. -ш, -шни: ахаш, ахашни (брат твой), гаршни (рука твоя)
  - 3 л. -нь, -ынь(иинь): ахань (брат его), гарынь (рука его)
- Множественное число
  - 1 л. -мнай, -най: ахамнай (брат наш), колхознай (колхоз наш)
  - 2 л. -тнай: ахатнай (брат ваш), колхозтнай (колхоз ваш)
  - 3 л. -нь, -ынь(иинь): ахануудынь (братья их), колхозуудынь (их колхозы)

Частицы личного притяжания присоединяются ко всем падежным формам имен. Безличное притяжание указывает на общую принадлежность объекта и оформляется частицей аа, присоединяемой к разным основам имён в форме косвенных падежей.

#### Прилагательное
Имена прилагательные-определения, как правило, не склоняются и не согласуются с определяемым ни в падеже, ни в числе; употребляются в препозиции. Различаются относительные и качественные прилагательные.

#### Глагол
Глагол имеет грамматические категории залога, вида, времени, наклонения, лица. Залог и вид охватывают всю систему глагола. Залоговые формы имеют словообразовательное значение и потому исследователи отмечают смешанный, лексико-грамматический характер категории залога.
Также существует личное спряжение и богатая система причастных и деепричастных форм.

### Синтаксис
С точки зрения контенсивной типологии бурятского языка относится к номинативному типу языка. Типичная структура простого предложения: «субъект + объект + предикат». Определение предшествует определяемому, обстоятельство — сказуемому. Наиболее устойчивую позицию занимает определение, наиболее подвижно — обстоятельство.

### Лексика
В бурятской лексике немало заимствованных слов. Ранний пласт заимствований представляют тюркизмы, арабизмы и персидские слова, проникшие через посредство тюрков. Бытовая лексика в виде обиходных слов, как например бал (мёд), таяг (костыль), термины животноводства, охоты, топонимы, этнонимы, термины родства были заимствованы устным путём при контактах бурятских племён с тюркскими.
Отвлечённые понятия из области общественных отношений и культуры, религии проникли преимущественно письменным путём. Китаизмы занимают незначительное место; они проникли через монгольский язык. Тибетизмы в основном представляют термины буддийской религии и материальной культуры, антропонимы, проникшие вместе с распространением буддизма среди бурят.
Маньчжуризмы и эвенкизмы относятся к обиходно-бытовой и промыслово-хозяйственной лексике.
Самый значительный пласт заимствований составляют русизмы, проникшие в начале устным путём, затем, начиная с XVII в., и устным и письменным способом. Ранние заимствования из русского языка значительно изменились под влиянием бурятской фонетики, что порой невозможно определить слова языка-исходника, например: бартаа ворота, шаа[д/з]ниг чайник, үйл[ин]сэ улица, хилүүсэ / хүлюусэ / хулууша ключ, замаг замок, сулхооб / солхооб целковый (рубль), хилээмэн хлеб и многие другие.

## Бурятская топонимия
Для бурятской топонимии свойственны как простые, так и сложные топонимы. Простые топонимы часто образуются от нарицательных терминов или родовых понятий, сложные (обычно это 2-х сложные топонимы) — от прилагательных и нарицательных терминов (или родовых понятий). Наиболее распространённые бурятские нарицательные термины: гол ручей, мүрэн река, нуур озеро, уhан вода, булаг родник, дабаан перевал, жалга овраг, намаг болото, аршаан целебный источник и др.
Прилагательные часто показывают цвет, наиболее распространённые из них хара чёрный, шара жёлтый, также улаан красный, сагаан белый, хүхэ синий (по отношению к растениям — зелёный) и др. Нередко они указывают на положение объекта в пространстве, например, хойто северный, урда южный, баруун западный, зүүн восточный, на его качественные характеристики: ехэ большой, бага малый, нарин узкий, үргэн широкий и др. Иногда в бурятской топонимии встречаются числительные.
Часто топонимы образовываются с помощью суффиксов -та, -тай, -тэ, -тэй, -той — суффиксов, с помощью которых от существительных образуются прилагательные. Нередко встречаются уменьшительно-ласкательные суффиксы -хон, -хан, -хэн. В отглагольных топонимах суффиксы -са, -со, -сэ выражают действие, -аан, -оон — место действия, отглагольные суффиксы -гар, -гор, -гэр обычно присутствуют в топонимах, характеризующих рельеф. Для названий, образованных от родовых имён, характерны суффиксы -ууд, -нууд, -гууд, также -тан, -тон, -тэн.

## Бурятская Википедия
Существует раздел Википедии на бурятском языке («Бурятская Википедия»), первая правка в нём была сделана в 2010 году. По состоянию на 10:13 (UTC) 16 июля 2025 года раздел содержит 2873 статьи (общее число страниц — 11 277); в нём зарегистрировано 16 799 участников, один из них имеет статус администратора; 26 участников совершили какие-либо действия за последние 30 дней; общее число правок за время существования раздела составляет 73 776.

### Словари
Первый большой словарь составлен сотрудником Бурят-Монгольского научно-исследовательского института культуры Константином Михайловичем Черемисовым (1899—1982) под редакцией Ц. Б. Цыдендамбаева.
- Бурят-монгольско-русский словарь / Сост. К. М. Черемисов; Под ред. Ц. Б. Цыдендамбаева. — М.: Гос. изд-во иностранных и национальных словарей, 1951.
- Русско-бурят-монгольский словарь / Под ред. Ц. Б. Цыдендамбаева. — М.: Гос. изд-во иностранных и национальных словарей, 1954. — 750 с.
- Черемисов К. М. Бурятско-русский словарь. — М.: Советская энциклопедия, 1973. — 804 с.
- Бурятско-русский словарь / Л. Д. Шагдаров, К. М. Черемисов. М.: Бэлиг, 2006. Т. 1. 636 с.
- Бурятско-русский словарь / Л. Д. Шагдаров, К. М. Черемисов. М.: Бэлиг, 2008. Т. 2. 708 с.
- Шагдаров Л. Д., Очиров Н. А. Русско-бурятский словарь. — Улан-Удэ: Буряад унэн, 2008. — 904 с.